# Anisocentropus bicoloratus
Anisocentropus bicoloratus är en nattsländeart som först beskrevs av Martynov 1914.  Anisocentropus bicoloratus ingår i släktet Anisocentropus och familjen Calamoceratidae. Inga underarter finns listade i Catalogue of Life.

## Bildgalleri

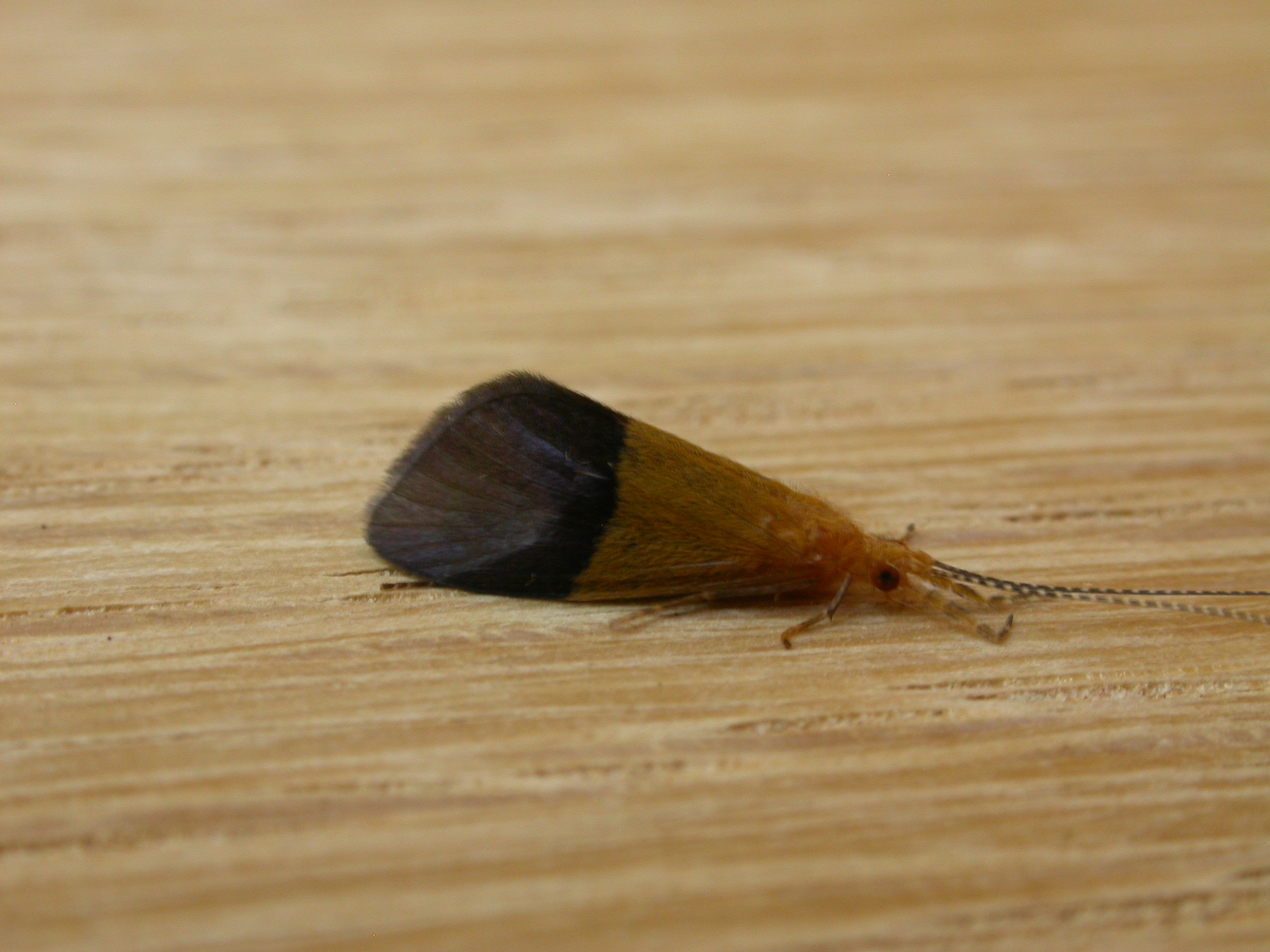